# フルクトキナーゼ
フルクトキナーゼ（fructokinase、EC 2.7.1.3）または、ケトヘキソキナーゼ(ketohexokinase、KHK)は、フルクトースをリン酸化し、フルクトース-1-リン酸に変換する酵素である。
ATP +   {\displaystyle \longrightarrow }  ADP + 
ATP + D-フルクトース → ADP + D-フルクトース-1-リン酸